# Парк, Роберт Ли
Роберт Ли Парк (Robert Lee Park; 16 января 1931, Канзас-Сити, Миссури — 29 апреля 2020) — американский физик.
Доктор философии, эмерит-профессор Мэрилендского университета, где числится с 1974 года.
Автор бестселлера Voodoo Science (2000), а также книги Superstition: Belief in the Age of Science (2008).
В 1951—1956 гг. на службе в ВВС США, служил в частности на базе Розуэлл. В Техасском университете получил степени бакалавра с отличием (1958) и магистра (1960) по физике, принят в Phi Beta Kappa. В 1964 году в Брауновском университете получил степень доктора философии по физике. С 1965 г. сотрудник, в 1969—1974 гг. директор физического дивизиона Sandia National Labs. С 1974 года профессор Мэрилендского университета, в 1975—1978 гг. директор его центра материаловедения, а в 1978—1982 гг. заведующий кафедрой физики и астрономии. Фелло Американской ассоциации содействия развитию науки, Американского физического общества и Американского вакуумного общества. Руководил десятью PhD-диссертациями.
Отмечен Joseph A. Burton Forum Award Американского физического общества (1998) и NCAS Philip J. Klass Award.